# Silenos (Glossograph)
Silenos (altgriechisch Σιληνός, um 200 v. Chr.) war ein griechischer Glossograph.
Aus seinem Werk Γλῶσσαι Glossai sind von Athenaios und einem Scholion zu Apollonios von Rhodos neun Fragmente zu dialektalen Ausdrücken von Trinkgefäßen überliefert. Er zitiert darin aus dem Werk von Nikandros. Vermutlich wurde sein Glossar von Kleitarchos verwendet.